# Maximilian Verri della Bosia
Maximilian Graf Verri della Bosia, gen. von Külberg (* 20. April 1824 in München; † 7. November 1909 ebenda) war ein bayerischer General der Infanterie.

## Leben
Die Familie Verri della Bosia war ein altes piemontesisches Adelsgeschlecht, das mit Josef Ascan Graf Verri della Bosia (1756–1828) in Bayern heimisch wurde. Maximilian Graf Verri della Bosia wurde als Sohn des bayerischen Generalmajors Carl Graf Verri della Bosia und seiner Frau Friederike geborene Jordis geboren, absolvierte das bayerische Kadettenkorps und wurde 1843 Unterleutnant bei der Infanterie, 1848 Oberleutnant, 1849 Regimentsadjutant, 1853 Hauptmann und 1856 1. Adjutant des Kommandeurs der 1. Armeedivision, des Prinzen Luitpold. Als Major (ab 1866) nahm er am Krieg gegen Preußen teil. 1868 wurde er zur Generalinspektion der Armee versetzt. 1869 Oberstleutnant und Kommandant der Kriegsschule. 1870 Kommandant der Kriegsakademie. Nach Teilnahme am Deutsch-Französischen Krieg wurde er 1871 Generalstabschef des II. Armeekorps, 1875 Generalmajor und Brigadekommandeur und 1883 Generalleutnant. Von 1883 bis Mai 1888 war er Chef des Generalstabes der Armee. 1888 wurde er zum Generalkapitän der Leibgarde der Hartschiere ernannt, 1889 General der Infanterie in gleicher Funktion. Bosia war Ritter des Hubertusordens.

## Familie
Bosia heiratete am 27. Oktober 1856 Florentine Rudhardt, eine Tochter des bayerischen Staatsrats Ignaz Ritter von Rudhart.